# Guardia Lombardi
Guardia Lombardi község (comune) Olaszország Campania régiójában, Avellino megyében.

## Fekvése
A megye keleti részén fekszik. Határai: Andretta, Bisaccia, Carife, Frigento, Morra De Sanctis, Rocca San Felice, Sant’Angelo dei Lombardi és Vallata.

## Története
A települést 595-ben alapították az északról (Svájc felől) érkező longobárdok Guardiae Longobardorum néven. I.Roger normann seregei 1133-ban elpusztították, de később újjáépítették. A következő századokban nemesi birtok volt. A 19. században nyerte el önállóságát, amikor a Nápolyi Királyságban felszámolták a feudalizmust.

## Népessége
A népesség számának alakulása:

## Főbb látnivalói
- a fő terét díszítő Lì Bev’ri-kút
- a világháborús hősök emlékműve